# Звіде каЛанга
Звіде каЛанга (1758—1825) — вождь (інкосі) племінної конфедерації ндвандве (бл. 1805—1820). Один з могутніх супротивників Шаки.

## Біографія
Син і наступник інкосі ндвандве Ланга каХаба, який помер близько 1805 року. Його матір'ю була шаманка Нтомбазі (1742—1819).
Проводив агресивну політику, прагнучи розширити свої володіння. Став головним суперником інкосі мтетва Дінгісвайо та його знаменитого полководця Шаки, короля зулусів.
Спочатку інкосі Дінгісвайо здобув перемогу над Звіде і великодушно відпустив його з полону. Однак Звіде не відмовився від своєї політики і став нападати на землі васалів інкосі Дінгісвайо. Вождь зібрав великі сили і зробив каральний похід на володіння Звіде, який знову зазнав поразки і був узятий у полон. Дінгісвайо зібрав військову раду, на якій було прийнято рішення звільнити Звіде і накласти на нього великий викуп. Незважаючи на свої поразки, Звіде продовжував проводити агресивну політику.
У 1817 році Звіде здійснив успішний похід на володіння Матіваана, вождя племені нгваана, який був васалом інкосі Дінгісвайо. За наказом Звіде був убитий Малузі, одружений з Номатулі, сестрі інкосі Дінгісвайо. У відповідь верховний інкосі Дінгісвайо зробив новий каральний похід на володіння Звіде. Під час походу Дінгісвайо був схоплений ндвандве і страчений в Ква-Дловупг, краалі Звіде. Після загибелі свого вождя військо мтетва без бою відступило. Вождь зулусів Шака зі своїм військом, який поспішав на з'єднання з Дінгісвайо, після його смерті повернувся назад.
Після смерті Дінгісвайо, Звіде продовжив завойовницьку політику. Він віроломно заманив у засідку і вбив вождя племені кумало Донда, територія якого знаходилася між його володіннями та країною зулусів. Потім Звіде виступив проти іншого вождя кумало і свого зятя Матшобани, який також був убитий. Син Матшобани — Мзіліказі (бл. 1790—1868) — спочатку визнав себе васалом Звіде, але потім втік до Шаки , який підкорив своїй владі конфедерацію мтетва. Тим часом Звіде швидко розширював свої володіння, змушуючи роди, що жили на півночі, сході і заході від його племені, вступати з ним в союз.
Навесні 1818 року інкосі Звіде організував великий військовий похід на землі зулусів. На чолі армії ндвандве знаходився його старший син і спадкоємець Номахланджана. У травні, в битві на пагорбі Ґкоклі, Шака розбив військо ндвандве на чолі з Номахланджаном, який втратив убитими 7500 осіб і змушений був відступити. Серед убитих були сам Номахланджана і четверо його братів. Незважаючи на поразку і загибель своїх синів, Звіде став енергійно готуватися до продовження боротьби з Шакою і призначив головнокомандувачем своєї армії талановитого полководця Сошангане.
У 1819 році Звіде організував другий каральний похід проти Шаки. 18-тисячна армія ндвандве під командуванням Сошангане зазнала нищівної поразки від армії мтетва і зулу в битві на річці Мхлатузі. Після перемоги Шака на чолі зулуської армії вторгся у володіння Звіде і повністю спустошив їх. Столиця ндвандве була зруйнована і спалена, а майже всю худобу ндвандве було захоплено зулусами. Сам інкосі Звіде разом із синами Сікуньяною і Сомапунгою втік на північний захід, потім він рушив прямо на північ, переправився через річку Понголу, залишивши Свазіленд праворуч від себе, і перейшов річку Інкоматі. У верхів'ях цієї річки він і оселився з тією частиною свого племені, яку вдалося врятуватися.
Звіде помер у 1825 році за неясних обставин, після чого його держава розпалася через міжусобну боротьбу його синів та полководців.
У 1826 році інкосі Сікуньяна, син і наступник Звіде, на чолі великого війська зробив похід на Зулуське королівство, щоб відвоювати назад володіння ндвандве, втрачені батьком. Сікуньяна був такий впевнений у своїй майбутній перемозі, що йому вдасться повернути втрачені землі ндвандве, що разом зі своїм військом вів дружин та дітей воїнів, а також стада худоби. У новій битві зулуси здобули остаточну перемогу над ндвандве, які знищили військо противника, а потім перебили дружин і дітей воїнів, а величезні стада ндвандве дісталися переможцям. Врятуватися від загибелі вдалося лише Сікуньяні із кількома наближеними.
Великі воєначальники Звіде Сошангане (? — 1856) і Звангендаба (бл. 1785—1848) з частиною ндвандве відступили на північ і заснували там свої королівства. Сошангане підпорядкував своєї влади племена тсонга, розгромив португальські поселення в затоці Делагоа, Інамбане і Сені, заснувавши власну імперію Газа, що проіснувала до 1895 року. Інший полководець ндвандве Звангендаба також відступив на північ, завдав поразки [[[Розві (держава)|імперії Розві]]] в нинішньому Зімбабве і заснував державу нгоні в нинішньому Малаві.